# Elektromechanický měřicí přístroj
Elektromechanický měřicí přístroj je zařízení měřící různé fyzikální veličiny, využívající tepelných, dynamických nebo magnetických účinků elektrického proudu.

## Princip

### Magnetoelektrický

Magnetoelektrický měřicí přístroj s otočnou cívkou

Magnetoelektrický (deprézský) měřicí přístroj je typ elektromechanického zařízení využívaný na měření elektrických veličin – zejména elektrického proudu a napětí. Elektromechanické zařízení využívá ke svému chodu tepelných, dynamických nebo magnetických účinků elektrického proudu. Magnetoelektrický přístroj využívá magnetických účinků elektrického proudu.
Do otočné cívky (viz obrázek) je přiváděn elektrický proud, který vybudí okolo cívky magnetické pole. Protože se cívka nachází ve stabilním magnetickém poli permanentního magnetu, vznik nového magnetického pole indukovaného měřeným proudem způsobí nerovnováhu sil. Vzájemné působení obou magnetických polí se vyrovná natočením cívky. Na cívce je připevněna ručička, která po otočení cívky ukáže na příslušnou hodnotu proudu na ciferníku.
Takto je možné měřit pouze stejnosměrný proud nebo napětí. V případě měření harmonického střídavého signálu je nutné proud nejdříve usměrnit – v takovémto případě musí přístroj obsahovat navíc usměrňovač. U harmonických střídavých signálů měří přístroj jejich střední hodnotu, z níž lze v případě sinusového průběhu dopočítat efektivní hodnota. Pokud není průběh střídavého harmonického proudu sinusový (na ten je stupnice kalibrovaná), nelze efektivní hodnotu signálu z naměřené střední hodnoty určit (výjimkou jsou průběhy, kde přepočtové vztahy známe – trojúhelník, obdélník, pila atd.).

### Elektromagnetický

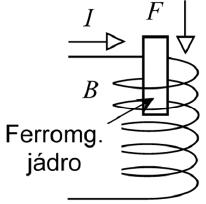
Schéma principu elektromagnetického měřicího přístroje

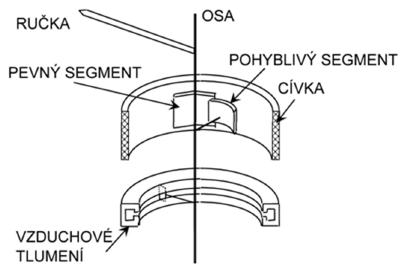
Princip feromagnetického měřicího přístroje

Elektromagnetický přístroj je typ elektromechanického zařízení používaný k měření elektrických veličin jako elektrický proud a napětí. Využívá magnetické účinky elektrického napětí. 
Měřené napětí je přivedeno na pevný a pohyblivý segment (viz obrázek), které se tím zmagnetizují ve stejné polaritě a začnou se odpuzovat. Síly se vyrovnají pootočením osy, na které je připojen pohyblivý segment a zároveň ručička, která na ciferníku ukáže hodnotu měřené veličiny. 
Elektromagnetický měřák (voltmetr nebo ampérmetr) měří stejnosměrné i střídavé veličiny – není tedy třeba zapojovat jej s usměrňovačem jako např. magnetoelektrický měřák. Elektromagnetický měřák udává efektivní hodnotu harmonického průběhu.

### Elektrodynamický

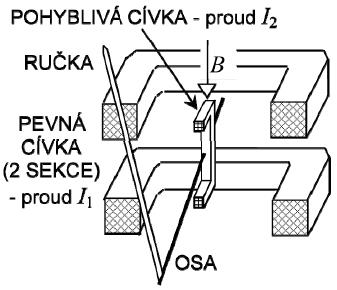
Princip elektrodynamického měřicího přístroje

Elektrodynamický přístroj je druh elektromechanického zařízení, tedy zařízení využívající tepelné, magnetické nebo dynamické účinky elektrického proudu. 
Elektrodynamický přístroj má dvě části – pevnou cívku, na kterou je přiveden elektrický proud z měřeného obvodu a pohyblivou cívku, na níž přivádíme el. napětí od tamtéž. Výsledná výchylka pak ukazuje činný výkon měřeného prvku, tedy součin přivedených veličin. Přepínání rozsahů přístroje je realizováno předřadným odporem v případě napětí a sério-paralelním řazením ekvivalentních sekcí pevné cívky v případě změny proudového rozsahu. Na tomto principu fungují wattmetry.

### Elektrostatický
Elektrostatický voltmetr měří stejnosměrné napětí pomocí sil, kterými se náboje na pevných a pohyblivých elektrodách odpuzují. Má poměrně malou citlivost (řádově 100 V na plný rozsah), zato má téměř nekonečný vstupní odpor.